# Luitpold Baumann

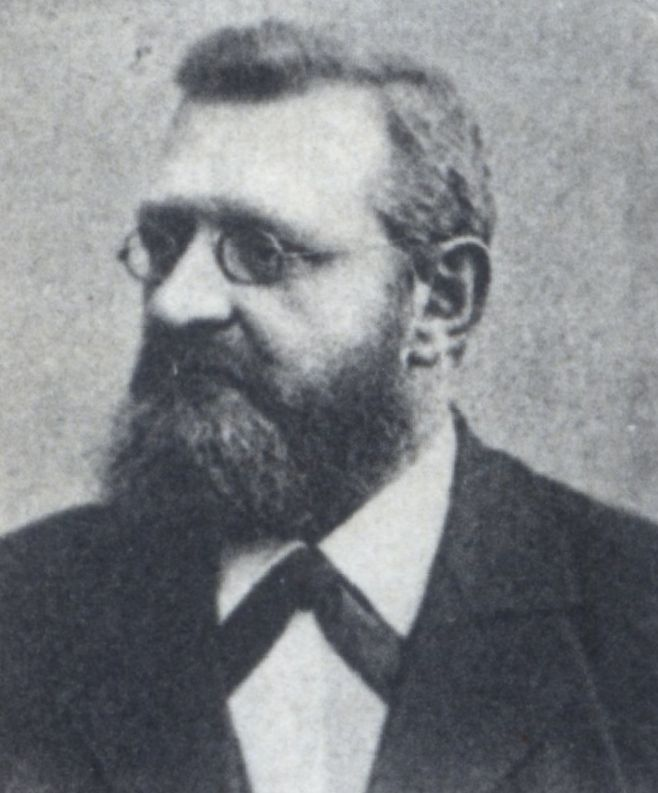
Luitpold Baumann als Reichstagsabgeordneter 1912

Luitpold Baumann (* 4. Dezember 1844 in Dettelbach; † 4. Mai 1919 ebenda) war ein deutscher Politiker (Bayerische Patriotenpartei). Er war Mitglied des Reichstages und Mitglied der Kammer der Abgeordneten.

## Ausbildung und Beruf

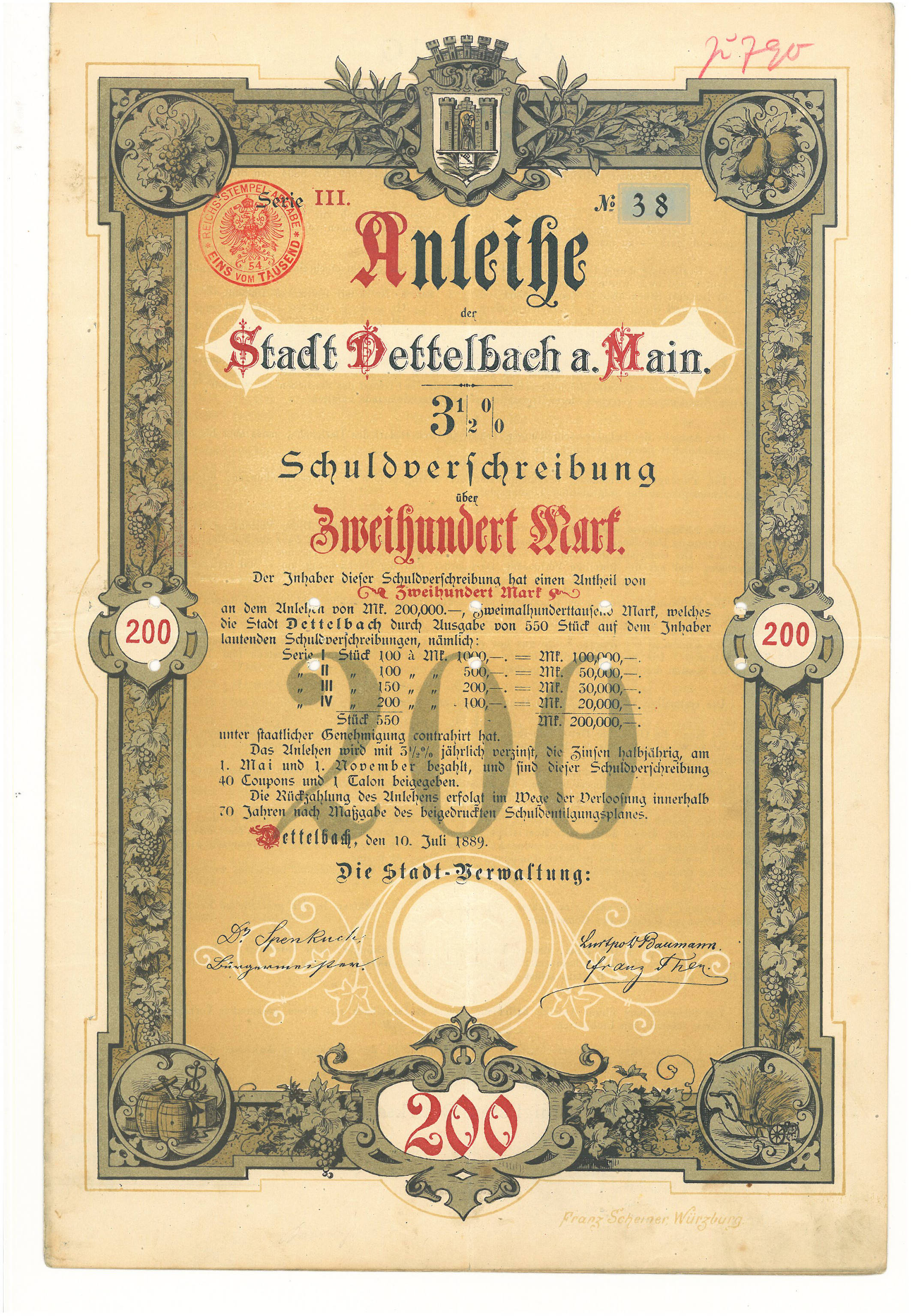
Anleihe der Stadt Dettelbach am Main vom 10. Juli 1889 mit Unterschrift von Luitpold Baumann als Mitglied der Stadtverwaltung

Baumann besuchte die Volksschule und war danach zuerst im elterlichen Berufe, einer Buchbinderei, tätig. Dann übernahm er größere Weingutsbesitzungen und betrieb ab 1884 einen über ganz Deutschland verbreiteten Weinhandel. 1870/71 machte er im 10. Bayerischen Jäger-Bataillon den Krieg gegen Frankreich mit (Erstürmung von Weißenburg, Schlachten von Wörth und Sedan, Belagerung von Paris). Ab 1875 war er Mitglied der Stadtverwaltung von Dettelbach und ab 1893 Mitglied des Distriktsausschusses.

## Politik
Von 1881 bis 1907 war er Mitglied der Kammer der Abgeordneten für den Wahlkreis Würzburg II. Zwischen 1898 und 1918 war er Mitglied des Reichstages für den Wahlkreis Unterfranken 2 und die Deutsche Zentrumspartei. Im Reichstag war er Referent über das Weingesetz. Außerdem machte er sich um die Bahnstrecke Dettelbach Bahnhof–Dettelbach Stadt verdient.
Vom 1. Januar 1900 bis zu seinem Tode war er Bürgermeister von Dettelbach.

## Familie
Luitpold Baumann war ab dem 15. Juli 1873 mit Kunigunda Göllner (* 16. Juli 1837 in Haßfurt, + 3. November 1926 in Dettelbach) verheiratet. Die Ehe bleib kinderlos.

## Ehrungen
Baumann wurde ausgezeichnet mit der Kriegsdenkmünze für die Feldzüge 1870–1871 und der Kaiser-Wilhelm-Gedächtnismedaille. Weiterhin war er Inhaber der Prinzregent-Luitpold-Medaille sowie der Landwirtschaftlichen Jubiläumsmedaille, dem Ehrenzeichen für 25-jährigen Feuerwehrdienst und 25-jährige Vorstandschaft der Veteranen.
1896 wurde er zum Ehrenbürger der Stadt Dettelbach ernannt.
Die Stadt Dettelbach hat die die Luitpold-Baumann-Straße nach ihm benannt.